# Phoenix Wright: Ace Attorney - Justice for All
 (juin 2024).
Si vous disposez d'ouvrages ou d'articles de référence ou si vous connaissez des sites web de qualité traitant du thème abordé ici, merci de compléter l'article en donnant les références utiles à sa vérifiabilité et en les liant à la section « Notes et références ».
Phoenix Wright: Ace Attorney - Justice for All (逆転 裁判 2, Gyakuten Saiban 2) est un jeu vidéo d'aventure développé par Capcom Production Studio 4 et édité par l'entreprise japonaise Capcom. Il sort sur Game Boy Advance en 2002 au Japon. Le jeu est porté sur Nintendo DS en 2006 au Japon et en 2007 en Occident dans une version qui connait un certain succès. Il est également réédité au Japon sur Windows en 2006 puis Wiiware en 2010
Le jeu se déroule un an après le premier épisode et le joueur y incarne toujours Phoenix Wright, un avocat débutant, au cours de quatre affaires, dans lesquelles il devra prouver l'innocence de ses clients à force de preuves et de contre-interrogatoires.
Le jeu fait suite à Phoenix Wright: Ace Attorney et précède Phoenix Wright: Ace Attorney - Trials and Tribulations.

## Système de jeu
Le jeu présente le même gameplay que dans l'épisode précédent, il est présenté sous forme de jeu d'aventure textuel avec des phases de dialogue et d'exploration. Le personnage garde en mémoire les témoignages des accusés et des témoins, ainsi que les objets et preuves concernant le crime, et doit démontrer les contradictions du coupable en l'interrogeant sur un point précis de sa déclaration, et en montrant un objet (ou en posant les questions adéquates) qui le poussent à l'aveu. Le joueur peut maintenant présenter les profils des personnages comme preuves. Autre nouveauté de cet épisode, le Magatama qui fait apparaitre des verrous psychés lorsqu'un personnage ment ou cache des informations au joueur. En lui présentant le Magatama et les bonnes preuves, les verrous psychés se brisent et le personnage révèle certaines informations.

## Différences entre les versionsGBAetNintendo DS
- la navigation dans les menus se fait à l'écran tactile sur DS, en plus des classiques croix et boutons;
- les tailles des dessins et des décors ont été agrandies sur DS pour utiliser la totalité de l'espace disponible;
- la reconnaissance vocale : il est possible de dire Objection ! ("Igiari !" au Japon), dans le micro durant les procès, mais aussi Un instant ! (en japonais "Matta !") pour questionner un témoin, ou encore Prends ça ! (en japonais : "Kurae !"), lorsque le juge demande des preuves de ce qui est avancé.

## Épisodes

### La volte-face perdue
Maguy Loiseau, jeune inspectrice de police, est accusée d'avoir tué son petit ami, Dustin Prince, en le faisant tomber d'une corniche. Elle est représentée par Phoenix Wright, mais un problème se présente : pour une raison inconnue, ce dernier est totalement amnésique. Maguy Loiseau devra l'assister pour mener à bien sa défense.
Maguy Loiseau réapparaîtra dans Trials and tribulations.

### Réunion, et volte-face
Phoenix et Maya arrivent au village Kurain pour une séance de channeling. Maya est mandatée par le docteur Afforme pour appeler l'esprit de son ancienne infirmière Daisy Sperey et lui faire signer des aveux sur sa culpabilité d'avoir tué quatorze patients, et laver les soupçons sur le docteur. Le docteur est tué durant la séance et Maya est une nouvelle fois accusée de meurtre.
Dans cet épisode, Phoenix découvre la cousine de Maya, Pearl Fey, une petite fille de huit ans, qui confiera le Magatama à Phoenix.

### Volte-face circus
Peu après la remise en liberté de Maya, un meurtre a eu lieu dans un cirque. La victime est Loïc Hullere, le dirigeant du cirque. Un des artistes, le célèbre magicien Maximilien Galactica, est accusé du meurtre. Phoenix doit enquêter dans tous les coins du cirque avec Maya.

### Adieu ma volte-face
Invités par l'ancien acteur du Samouraï d'Acier, Gustavo Lonté à la remise de prix du meilleur super-héros à l'hôtel Gatewater, Phoenix Wright et son groupe vont de nouveau se retrouver sur le lieu d'un meurtre tandis que Maya se fera kidnapper par un faux majordome. Pour sauver Maya, Phoenix doit prendre la défense du "Samouraï Nickel" (Matt Engarde) accusé du meurtre du "Ninja Billy" (Juan Corrida) et le faire acquitter.
Phoenix fera la connaissance d'Andréa Landry, la froide manager de Engarde, qui réapparaîtra plus tard dans Trials and tribulations.

## Accueil
- Adventure Gamers : 4/5[2]